# 内海信彦
内海 信彦（うつみ のぶひこ、1953年 - ）は、日本の美術家。ペルー国立美術学校名誉教授。

## 人物
1953年、東京都生まれ。1972年、慶應義塾高等学校卒業。1974年、慶應義塾大学法学部政治学科中退。1981年、多摩美術大学美術学部絵画科卒業。『季刊クライシス』編集者を経て、アメリカ、ペルー、韓国、ポーランドなど諸外国からの招待により現地での滞在制作を行い、内外で107回の個展を開く。
駿台予備学校、河合塾COSMO講師。千葉商科大学で非常勤講師の任にある。駿台では論文科講師として人文系論文・芸術系論文を28年指導し、現在は人文社会総合論文講師として、映像も交えながら講義を進める。河合塾COSMOでは2000年から｢芸術の可能性ゼミ｣、美学校では2000年から2014年まで｢現代絵画の可能性 絵画表現研究室｣を担当した。2012年より早稲田大学で早稲田大学「内海先生のドロップアウト塾」を開催している。
画家堀文子は叔母、駿台講師の福井紳一とは高校時代からの知人。

## 経歴
1953年生まれ 東京都出身　　　　　　　　
1974年　慶應義塾大学法学部政治学科中退　　　
1975年　美学校中村宏油彩画工房終了　　　　
1981年　多摩美術大学絵画科油画専攻卒業　　
ハーヴァード大学客員芸術家　早稲田大学日米研究機構招聘研究員　　　　　　　　　　　　　　
ペルー国立美術学校名誉教授　　　　　　　　　
ペルー国立教育大学客員教授　　　　　　　　　
早稲田大学「内海先生のドロップアウト塾」主宰。駿台予備学校論文科講師。
1985年より 斎藤記念川口現代美術館、新潟市美術館、ヒルサイドギャラリー、愛宕山画廊、ギャラリイＫ、ギャラりーなつか、ぎゃらりいセンターポイント、スカイドア・アートプレイス青山、キリンプラザ大阪、早稲田大学大隈講堂および早稲田大学小野梓講堂、東京造形大学など国内外で107回個展開催。
1992年　ハーヴァード大学客員芸術家としてカーペンターセンター・フォー・ザ・ビジュアルアーツで個展開催。
1996年　ヴァーモント・スタジオセンター、カトマンズシビックセンター、カトマンズロシアンセンターで個展開催。
1997年　イェール大学客員芸術家として、ヘンリー・Ｒ・ルースホール、トランブルカレッジで講義と滞在制作による個展開催。同年ペルー政府より招待され、ペルー国立博物館、ペルー日本文化センターでの滞在制作による個展開催。客員芸術家として国立美術学校、カトリック大学で講義。
1999年　ペルー政府により招待され、ペルー国立博物館、ペルー日本文化センターで滞在制作による個展開催。韓国ジョクサン・インターナショナル・アートフェスティバルでライブペインティング。ペルー国立美術学校付属美術館、ペルー国立教育大学で個展開催。ペルー国立美術学校、リカルドパルマ大学で講義と公開制作、ライブペインティング。韓国国立ソウルアートセンターでの舞踏家・金梅子公演の舞台美術。
2000年　オシフィエンチム・アウシュヴィッツ強制収容所跡でのライブペインティング。ポーランド国立ヴロツワフ美術館での公開制作。ポーランド国立美術アカデミーでの講義。マイダネク強制収容所跡でのマイダネク・アート・トリエンナーレ初日のオープニングセレモニーでのライブペインティング。ワルシャワ、聖スタニスワフ・コストカ教会で聖人ポピューシコ神父追悼のライブペインティング。「大地の芸術祭・越後妻有アートトリエンナーレ」における「内海信彦サマーセッション」でのレクチャーとライブペインティング。ポーランド国立ヴロツワフ美術館での個展とライブペインティング。
2004年　横浜ＢＡＮＫＡＲＴ、横浜開港記念会館で「内海信彦コズミックスパイラル2004」開催。アメリカ・ニューメキシコ、アリゾナ、テキサスなどでネイティブ･アメリカンとのワークショップを開催する（U.S.）
2005年　横浜市民ギャラリー「今日の作家2005」で24mの大作を出品し、ワークショップを行なう。　東京藝術大学先端芸術学科での講演とコラボレーション。
2006年　東京大学先端科学技術研究センターでの講義および御厨貴教授との対談（‘05～‘11）
2005年より現在まで毎年、海外でのワークショップ ”内海信彦サマースクール” を開催
’05 ” タオスWS "（U.S.）／ ’06 " ガウディWS "（フランス、スイス、スペイン） ／ ’07 " 落水荘 "（U.S.）／ ’08 " バウハウス "（ドイツ、ポーランド、チェコ）／ ’09 " カルナック"（ドイツ、フランス、イギリス）／ ’10 " ルネサンス "（イタリア）／ ’11 " ビザンチン・ルコルビュジェ "（トルコ・ギリシャ・イタリア）／ ’12 " ジブラルタル "（モロッコ・ポルトガル・スペイン）／ ’13 " タオス "（U.S.・メキシコ）／ ’14 " バウハウス "（ドイツ・オーストリア・イタリア）／ ’15 " ラスコー・イロコイ "（フランス・U.S.）／ ’16 " ダヴィンチ・ゲルニカ "（スペイン・イタリア）／ ’17 " US-MEXICO-CUBA "（U.S.・メキシコ・キューバ）／ ’18 " バウハウス・アウシュヴィッツ "（オーストリア・ドイツ・ポーランド・チェコ）／ ’19 " イタリア・トスカーナ "（イタリア）

## 主なパブリックコレクション
[日本]　板橋区立美術館（東京）／斎藤記念川口現代美術館（埼玉）／真言宗吉祥寺（愛媛）／世田谷美術館（東京）／駐日ペルー共和国大使館（東京）／新潟市美術館（新潟）／ふくやま美術館（広島）　
[USA]　ハーヴァード大学フォッグ美術館（マサチューセッツ、ＵＳＡ）／イェール大学ヘンリー･Ｒ･ルース･ホール／イェール大学トランブル･カレッジ（コネチカット、ＵＳＡ）　
[イタリア]　イタリア･日本文化アカデミア（スペッロ、イタリア）　
[ネパール]　ネパール･ナショナルギャラリー（カトマンズ、ネパール）
[ペルー]　ペルー国立博物館／ペルー日本文化会館／ペルー大統領府／ペルー共和国外務省／ペルー共和国教育省／ペルー共和国国会議事堂／駐ペルー日本国大使館／ペルー日系人協会／ペルー･カトリック大学美術館／ペルー国立美術大学／ペルー国立美術大学付属美術館／ペルー国立教育大学／リマ市立美術館／リカルド･パルマ大学（リマ、ペルー）／マリア･ライヘ博物館（ナスカ、ペルー）／ナスカ市庁（ナスカ、ペルー）　
[韓国]　ラァウフィング･ストーン･ダンスカンパニー（ジョクサン･韓国）
[ポーランド]　オシフィエンチム・アウシュヴィッツ国際青年交流センター（オシフィエンチム・ポーランド）／アウシュヴィッツ強制収容所跡国立博物館（オシフィエンチム・ポーランド）／マイダネク強制収容所跡博物館（ルブリン・ポーランド）／ワルシャワ聖スタニスワフ・コストカ教会（ワルシャワ・ポーランド）／ポーランド国立ヴロツワフ美術館（ヴロツワフ、ポーランド）